# Saint-Sauvant, Vienne
Saint-Sauvant är en kommun i departementet Vienne i regionen Nouvelle-Aquitaine i västra Frankrike. Kommunen ligger i kantonen Lusignan som tillhör arrondissementet Poitiers. År 2022 hade Saint-Sauvant 1 298 invånare.

## Befolkningsutveckling
Antalet invånare i kommunen Saint-Sauvant
| Referens: INSEE |